# Un cavalier
Un cavalier est un tableau du XIXe siècle réalisé par l'artiste français Alphonse de Neuville. Réalisé à l'huile sur toile, le tableau représente un cavalier français sur un champ jaune. L'œuvre fait partie de la collection du Metropolitan Museum of Art.

## Description
Un Cavalier représente un dragon français du Second Empire français. Les dragons étaient une infanterie montée capable de monter à cheval avant de descendre pour engager à pied les forces ennemies. Ce rôle important, associé au coût des chevaux, a fait que les dragons étaient connus comme des troupes d'élite mais coûteuses. Les dragons devinrent le sujet de diverses œuvres d'art militaire, dont les œuvres d'Ernest Meissonier, dont le style de De Neuville est directement inspiré de celui d'Un cavalier[Quoi ?]. Le tableau lui-même fut réalisé après que la défaite française dans la guerre franco-prussienne eut entraîné un regain d'intérêt pour l'armée sous la Troisième République française. Comme l'a noté le Metropolitan Museum of Art, De Neuville « a capitalisé sur l'intense patriotisme et les rêves de gloire militaire que la défaite française a suscités » avec son œuvre.